# IC 5096
IC 5096 је спирална галаксија у сазвјежђу Паун која се налази на листи објеката дубоког неба у Индекс каталогу.
Деклинација објекта је - 63° 45' 39" а ректасцензија 21h 18m 21,5s. Привидна величина (магнитуда) објекта IC 5096 износи 12,5 а фотографска магнитуда 13,3. Налази се на удаљености од 49,507 милиона парсека од Сунца. IC 5096 је још познат и под ознакама ESO 107-19, FGCE 1588, IRAS 21143-6358, PGC 66530.